# John Prescott

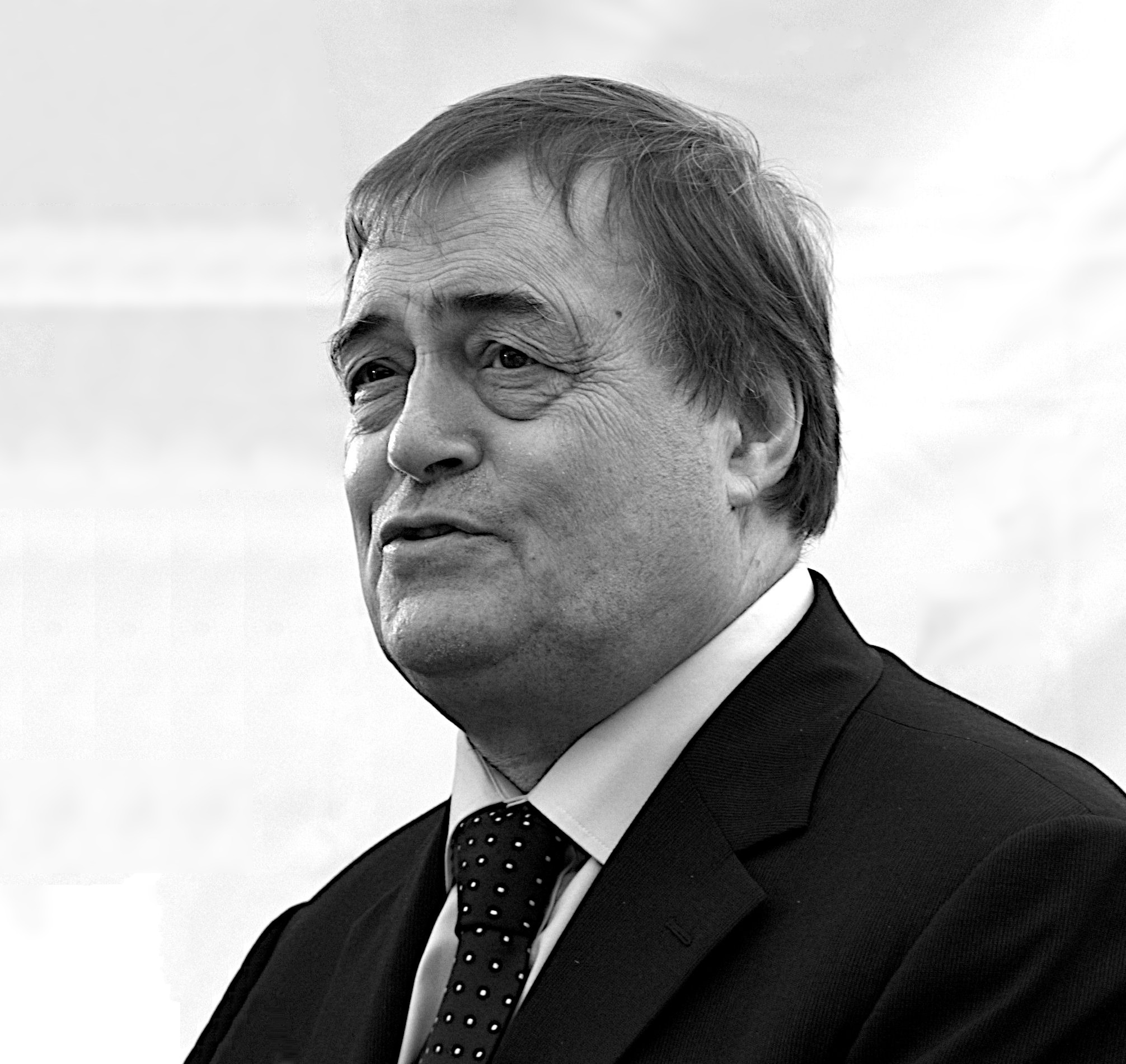
John Prescott

John Prescott (n. 31 mai 1938, Prestatyn⁠(d), Țara Galilor, Regatul Unit – d. 20 noiembrie 2024) a fost un om politic britanic, membru al Parlamentului European în perioada 1973-1979 din partea Regatului Unit.
A fost vicepremier al Regatului Unit între 1997-2007.